# Antonio Andreuzzi
Antonio Andreuzzi (Navarons, 4 dicembre 1804 – San Daniele del Friuli, 29 maggio 1874) è stato un patriota italiano.

## Biografia
Si laureò in medicina a Padova, e fu quindi medico condotto del suo paese, il piccolo borgo alpino di Navarons, e poi della vicina San Daniele. Affiliato alla Giovine Italia di Giuseppe Mazzini, amico intimo dello stesso e di Giuseppe Garibaldi, fu uno dei più attivi animatori della causa indipendentista nella provincia friulana (che allora si trovava sotto l'Impero asburgico). Dopo aver preso parte ai moti antiaustriaci del 1848 nella zona di Forni di Sotto (UD) in località Passo della morte (ed infatti il passo deve il suo nome a questi avvenimenti), egli organizzò a Navarons nel 1864 contro lo stesso dominio asburgico un moto insurrezionale che però fallì. Tali moti cospirativi, sono noti come i Moti di Navarons.
Il poeta Luigi Mercantini - autore dell'Inno di Garibaldi e della Spigolatrice di Sapri - gli dedicò un poema in endecasillabi sciolti, il canto Le rupi del Dodismala. 
Dopo aver trascorso due anni da esule, Andreuzzi, ormai sessantaduenne, partecipò alla Terza guerra di indipendenza, in qualità di capitano medico, al seguito di Garibaldi.
Trascorse gli ultimi anni della sua vita esercitando la professione medica.